# Étoile Sportive Prissé-Mâcon
El Étoile Sportive Prissé-Mâcon es un equipo de baloncesto francés con sede en la ciudad de Prissé, que compite en la NM2, la cuarta competición de su país. Disputa sus partidos en la Salle municipale Des Sports de Prissé, con capacidad para 1.200 espectadores.

## Posiciones en liga
- 1995 - (N2)
- 1998 - (4-N2)
- 2000 - (3-N1)
- 2001 - (10-N1)
- 2002 - (14-N1)
- 2003 - (N2)
- 2008 - (1-N2)
- 2009 - (16-NM1)
- 2010 - (6-NM2)
- 2011 - (9-NM2)
- 2012 - (1-NM2)
- 2013 - (6-NM2)
- 2014 - (11-NM2)
- 2015 - (2-NM2)
- 2016 - (8-NM2)
- 2017 - (9-NM2)
- 2018 - (7-NM2)
- 2019 - (8-NM2)
- 2020 - (10-NM2)
- 2021 - (5-NM2)
- 2022 - (3-NM2)

## Palmarés
- Campeón Grupo D NM2 - 2012
- Semifinales NM2 - 2007